# German Alexandrowitsch Sweschnikow
German Alexandrowitsch Sweschnikow (russisch Герман Александрович Свешников, * 11. Mai 1937 in Gorki; † 9. Juni 2003 in Nischni Nowgorod) war ein sowjetischer Fechter, der mit dem Florett zwei olympische Goldmedaillen und neun Weltmeistertitel erfocht. 
Seine erste internationale Medaille gewann Sweschnikow bei den Fechtweltmeisterschaften 1958, als er mit der sowjetischen Equipe die Silbermedaille gewann. Ein Jahr später begann bei den Fechtweltmeisterschaften 1959 die Siegesserie der sowjetischen Mannschaft, die bis zu den Fechtweltmeisterschaften 1966 anhielt und auch olympische Goldmedaillen 1960 in Rom und 1964 in Tokio einschloss. Bei den Weltmeisterschaften 1962 und 1966 siegte Sweschnikow auch in der Einzelwertung, 1965 erhielt er Bronze. Bei den Fechtweltmeisterschaften 1967 unterlagen die sowjetischen Fechter gegen die Rumänen und gewannen Silber. Ebenfalls Silber erhielt die Mannschaft bei den Olympischen Sommerspielen 1968 hinter der französischen Equipe. Bei den Fechtweltmeisterschaften 1969 gehörte Sweschnikow noch einmal zur siegreichen Mannschaft.